# HACCP-rendszer
A HACCP mozaikszó, a tevékenység angol szavainak kezdőbetűiből állították össze: Hazard Analysis and Critical Control Points (veszélyelemzés és kritikus ellenőrzőpontok). A HACCP-rendszer célja az élelmiszer-biztonság elérése.

## A HACCP története

### Kialakulásának okai
A HACCP-koncepció, bár egyes elemei a racionális technológiai irányításban mindig is megvoltak, az 1970-es évekre alakult ki, nem kis mértékben az űrutazásokhoz szükséges élelmiszerek fokozott biztonságossága által támasztott igények következtében.
Erre az időre a végtermék-vizsgálatok korlátai már nyilvánvalóvá váltak, és egyre több figyelem fordult az élelmiszerek előállításával és az élelmiszerekkel való foglalkozással kapcsolatos ellenőrzésre illetve szabályozásra.

### 1970-1980-as évek
Az 1973–1985 közötti időszakban már az élelmiszerbiztonsági követelményeket illetően meghatározó szerepet játszó amerikai polgári kormányszervek, valamint az amerikai National Academy of Sciences, National Research Council testületek is felkarolták ezt a kezdeményezést. 

### 1990-es évektől napjainkig
1985 és 1992 között olyan nagy tekintélyű szakmai testületek, mint az International Commission on Microbiological Specifications for Foods (ICMSF) és az amerikai National Advisory Committee on Microbiological Criteria for Foods fejlesztették tovább a rendszer elméletét és gyakorlatát egyes kiadványaikban, ami 1990-től mind az Európai Unió jogszabályozásával és direktíváival kapcsolatos tevékenységbe, mind a FAO/WHO Codex Alimentarius Commission irányításával folyó munkákba is beépült.
Ez annak a felismerésnek köszönhető, hogy a HACCP-koncepció az élelmiszerek nemzetközi kereskedelme szempontjából is fontos szerepet játszik, egységes szemléletmódot biztosítva a kereskedelmi megállapodások háttereként. Részévé vált a HACCP-rendszerszemlélet terjesztése a nemzetközi élelmiszer konszernek által támogatott International Life Science Institute (ILSI) munkájának is.

### A HACCP Magyarországon
Magyarországon az elmúlt években elsősorban a Földművelésügyi és Vidékfejlesztési Minisztérium Élelmiszeripari Főosztálya és Állategészségügyi és Élelmiszerhigiéniai Főosztálya államigazgatási munkája, valamint a Magyar Élelmiszerkönyv Bizottság jogharmonizációs tevékenysége és a különféle ipari tanácsadó szervezetek, a terméktanácsok és élelmiszerkutatási intézmények aktivitása révén egyre inkább beépül a hazai gyakorlatba is.

## A HACCP-rendszer jelentése és szemlélete

### Mi a HACCP?
A HACCP minőségbiztosítási rendszer a "termőföldtől az asztalig". Olyan, tág értelemben vett jó gyártási és forgalmazási gyakorlatra és jó higiéniai gyakorlatra alapozott élelmiszer-biztonsági kockázatkezelő rendszer, amely önmagában vagy a teljeskörű minőségbiztosítási rendszer részeként is alkalmazható. Biztosítja az egyes élelmiszerek és alapanyagok követhetőségét. Célja a megelőzés.

### Szemlélete
A HACCP-rendszerben fontos a fogyasztó-, illetve fogyasztásorientált terméklánc-szemlélet, azaz nem csak a végterméket kell vizsgálni, hanem a teljes élelmiszer-előállítási láncot. Ennek a rendszerszemléletű megelőző minőségbiztosításnak két fő eleme van:
- a jól átgondolt, helyes tevékenység,
- a jól tervezett és alkalmazott ellenőrzés.

### A mikrobiológiai ismeretek fontossága
A megelőző élelmiszer-minőségbiztosítás sikere elválaszthatatlan a mikrobás szennyeződések forrásainak, terjedési módjának, a mikrobák belső tulajdonságainak ismeretétől, az élelmiszerek összetételi jellemzőitől, az élelmiszer-feldolgozás és -tárolás tényezőitől függő szaporodásuk, túlélésük vagy pusztulásuk dinamikájának ismeretanyaga használatától, valamint a mikrobák és az emberi szervezet kölcsönhatásainak az ismeretétől is.
Az élelmiszerek mikrobiológiai biztonságosságát illetően különös hangsúlyt kapnak azok a területek, ahol az elsődleges élelmiszer-feldolgozás nem tartalmaz kifejezetten kórokozókat pusztító műveleteket. Például a hús- és baromfiipari elsődleges nyersanyag-feldolgozás technológiája tulajdonképpen szétszerelés, amelynek során csupán a mikrobás szennyeződés szétkenése következhet be, tehát a mezőgazdaság által szolgáltatott nyersanyag a mikrobiológiai biztonság szempontjából is meghatározó. Ezért fontos a terméklánc-szemlélet, a vertikum szereplőinek harmonizált kapcsolata, a közös érdekeltség megteremtése, a minőségpartnerség és a visszacsatolás.

### A HACCP hatóköre
A HACCP az alábbi területekkel foglalkozik:
- Megvétel (alap- és segédanyag, adalékok, víz, takarmány minősége, állapota),
- Munkaeszközök, munkaterület (tisztíthatóságuk, környezet-menedzsment),
- Munkaerő (kézmosás, WC-k, személyi higiéne, a személyzet egészségi állapota, munka- és védőruházat),
- Műveletek (technológia, hűtés. hőkezelés, megmunkálás, tisztítás–fertőtlenítés),
- Megőrzés (megfelelő feliratozás, kártevők, utószennyeződés kizárása, kiszerelés, tárolás, forgalmazás).

A HACCP-rendszer lényege a GMP- vel és a GHP-val  még ki nem zárható elsősorban mikrobiológiai veszély(ek) azonosítása és a kockázatok becslése mellett azoknak a kritikus szabályozási ellenőrzési és beavatkozási pontoknak a kiválasztása, felügyelete és az utóbbi eredményeinek a dokumentálása, ahol a veszély kialakulásának a megelőzése a leghatékonyabban valósítható meg. Azokról a pontokról van tehát szó, amelyeknél a kérdéses mikrobás szennyeződés és/vagy a mikroba-szaporodás kockázata a termelés, tárolás, szállítás és fogyasztásra való előkészítés láncolatában a leginkább fennáll, illetve amelyeknél a mikrobák eliminálása/inaktiválása, vagy a mikrobaszennyeződés elkerülése lehetséges.
A HACCP-koncepció lényegéhez tartozik az is, hogy a felügyelet nem feltétlenül, sőt nem is elsősorban mikrobiológiai módszerekkel történhet (ezek általában túlzottan időigényesek és nem eléggé reprodukálhatóak), hanem az egyszerűbben és gyorsabban mérhető más jellemzők (időtartam, hőmérséklet, pH, vízaktivitás stb.) ellenőrzésével.
Egyes terméktípusok esetén a HACCP-koncepció szerinti gyártásirányítás olyan hatékony lehet, hogy a mikrobiológiai vizsgálatok a minimumra szoríthatók, más esetekben viszont a környezet és a végtermék mikrobiológiai elemzése is lényeges eleme marad a hatékony minőségbiztosításnak.
Ha az ilyen megelőző élelmiszer-biztonsági és minőségbiztosítási rendszer alkalmazása megvalósul, akkor már az esetenkénti mikrobiológiai késztermék-vizsgálatok is több értelmet nyernek, mert a GMDP-HACCP bevezetése után igen jelentősen csökken a mikrobiológiai jellemzőknek a szórása is. Ilyen esetekben már észszerű számú késztermék-minta vizsgálata is elégséges lehet a GMDP esetenkénti hiányának az észleléséhez.

## A HACCP-rendszer fő részei

### A 7 alapelve
A HACCP hét fő elemből áll:
1. A veszélyek (hazards) azonosítása, súlyosságuk és valószínű bekövetkezésük gyakorisága szerint rangsorolásuk, a kockázat (risk) alapján. A rendszerelemző munka első része az adott élelmiszertípus és az élelmiszer gyártási, értékesítési és fogyasztási láncolata szempontjából kritikus kórokozó mikroorganizmusok mint veszélyek  és az általuk képviselt kockázat meghatározása.
2. Azon kritikus irányítási/szabályozási/felügyeleti pontok (critical control points, CCPs) kiválasztása, ahol a feltételezett (azonosított) veszély megelőzhető, kizárható vagy elfogadható szintre csökkenthető. Itt tehát az angol control szó nem szűkül le az ellenőrzés fogalmára, hanem szabályozás értelmű: a szóban forgó pontokon nemcsak vizsgálni, észlelni kell a veszélyt, ill. az azt indikáló paramétert, hanem eredményes beavatkozást lehet és kell végezni a kívánttól való eltérés korrigálása végett, a veszély megelőzése vagy elhárítása céljából. Kritikus pont lehet tehát akár egy nyersanyag vagy segédanyag, akár egy meghatározott helye az össz-tevékenységnek, egy művelet, résztevékenység vagy feldolgozási fázis.
3. Azoknak a kritériumoknak az előírása (tehát azon határértékeknek, tűréshatároknak a meghatározása), amelyek a megfelelőt elválasztják a nem megfelelőtől, amelyek alapján eldönthető, hogy a kritikus szabályozási pont a veszély megelőzése szempontjából „kézben van tartva”.
4. A kritikus pontok felügyeletére (monitoring) alkalmas módszerek kiválasztása és alkalmazása.
5. Azon helyesbítő intézkedések, tevékenységek meghatározása, amelyeket akkor kell alkalmazni, ha monitoring szerint a CCP „nincs rendben”.
6. Annak az ellenőrzése és bizonyítása (igazolása, verifikálása), hogy a preventív rendszer megfelelően működik.
7. Dokumentálás (a HACCP-rendszer működtetését mutató feljegyzések, nyilvántartások).

### A HACCP-rendszer kidolgozása

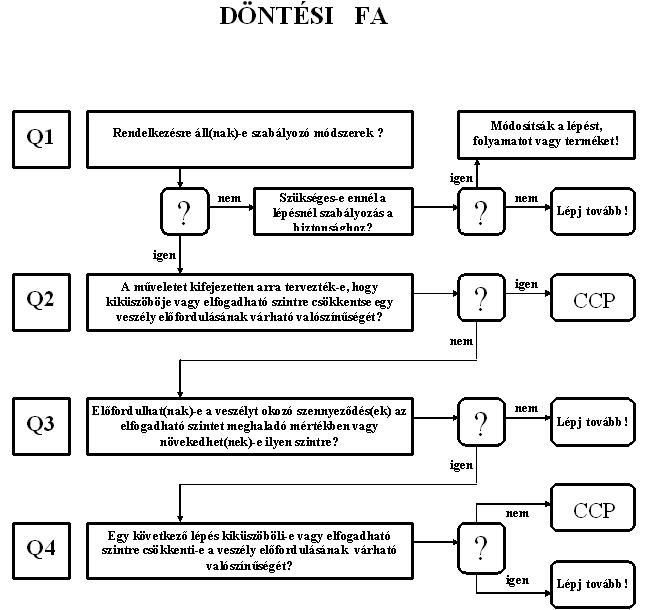
A döntési séma

Az előbbiek miatt a rendszert illetően csak irányvonalakat, segédleteket lehet kívülállók segítségével készíteni, a rendszer az élelmiszerlánc adott helyeire specifikus, s csak azok konkrét elemzésére épülhet. Ezért a nemzetközi irodalomban publikált folyamatábrák és CCP jelzések csak tájékoztató jellegűek, nem pedig közvetlenül átveendőnek tekintendők.
A HACCP-rendszer kidolgozása tehát sokoldalú és gondos információgyűjtést és információ-elemzést igényel amit kellő alapossággal és szakszerűséggel csak interdiszciplináris csoport-munkával lehet megvalósítani. A feladat élelmiszeripari értelemben például az üzemvezető, a technológus, a mikrobiológus, a gépészmérnök, az élelmiszer-analitikus, a minőségügyi szakember együttműködését, sőt a kereskedelmi eladó és a fogyasztó magatartását ismerő szakember közreműködését is igényli.
Ehhez a felhasználandó anyagokat és termelési folyamatokat lépésenként kell áttekinteni szennyező-forrás voltuk vagy a kritikus mikroorganizmus (a veszélyt jelentő szennyező) szaporodását, ill. túlélését lehetővé tevő voltuk szempontjából. A vizsgálandó láncolatnak ilyen megfontolások szerinti folyamatábrája az elemzést és a rendszer áttekintését segíti. Minden potenciális veszélyforrás viselkedését minden műveleti lépéssel összevetve összeállítható egy jegyzék a veszélyek mibenlétét, továbbá súlyosságuk, ill. a gyakoriságuk valószínűségének becslése révén a kockázatot illetően.
A technológia bármelyik elemének, az értékesítési körülményeknek és a termék felhasználási módjának a megváltoztatása esetén szükségessé válhat a veszélyek újraelemzése. Végérvényes HACCP-recepteket „előregyártani” úgysem lehet, mert a HACCP-rendszer specifikálásához mindig a helyi, a konkrét körülmények mélyreható ismerete szükséges. A kritikus pontok felügyelete a körülményektől és a folyamat jellegétől függően lehet folyamatos, vagy időszakos.

### A rendszer gazdaságossága
A preventív minőségbiztosításnak ez a rendszere elvileg gazdaságosabb, mint a hagyományos minőség-ellenőrzés, mert a kritikus irányítási, felügyeleti pontokra koncentrál, és elkerüli a kiválasztott veszély szempontjából lényegtelen pontok felesleges vizsgálatát.
A minőségügy korszerű és racionális koncepciója a hangsúlyt ma már nem a hagyományos hatósági szemlékre és a szúrópróbás mintavételre helyezi, és a minőség-ellenőrzés teljesítményét nem csupán a megvizsgált minták számával, hanem a vázolt irányítási rendszer minőségcentrikus kialakításával és hatékony működtetésével méri. Az ideális helyzet az, ha a HACCP-terv már a gyártmány- vagy gyártásfejlesztési tevékenység részeként készül el, azaz, ha a „quality by design” elv érvényesül.

## A HACCP-rendszer mint vezetési elv

### A HACCP fontossága
A HACCP ugyanakkor vezetési rendszer is. Nem csupán az üzemi higiénikus vagy a minőségellenőr „ügye”, hanem minden, a termelési folyamatban részt vevőé, de legfőképpen a vezetésé. A HACCP-elemzés ugyanis a vezetés részére mutatja meg azt, hogy melyek a termékminőség (élelmiszer-biztonság) szempontjából a veszélyek és a kritikus szabályozási pontok, s ez a vezetés számára lehetővé teszi, hogy az erőforrások észszerű koncentrálásával a kritikus pontokon át az egész folyamatot ilyen értelemben irányíthassa.
Howard E. Bauman, a HACCP-koncepció első megfogalmazója írta egy előadásában:
„Egyetlen vállalatnak sem lehet hatékony minőségi és élelmiszer-biztonságossági programja, ha a felső vezetése nem követeli azt meg. A jó minőségi program megteremtése és fenntartása hatékony vezetést és a vezetés részvételét igényli a folyamatban… A minőség nemcsak a termék jellemzője, hanem az embereké is, teljesítményüké és a szakmaszereteté. Lényeges, hogy a vezetőkben és az üzemi dolgozókban egyaránt kifejeződjék az az igény, hogy büszkeségük lehessen az a termék, amit előállítnak.”

### A résztvevők szerepe
A HACCP-rendszerben az „emberi tényező”, az élelmiszer-láncolatban közreműködő ember, annak oktatása, informálása és motiválása döntő szerepet játszik. Nem kevésbé fontos a kormányok, a hatóságok szerepe, amelyeknek a feladata, hogy saját tevékenységükkel, ami nem elsősorban „rendőri” tevékenység kell hogy legyen ebben a tekintetben, segítsék a termelőket, az ipart az élelmiszerfogyasztók érdekeinek érvényesítéséhez szükséges jó gyártási, forgalmazási és higiéniai gyakorlat megvalósításában. Az ipari ellenőrzés ilyen
rendszerének interdiszciplináris megközelítést kívánó kidolgozásához nyilvánvalóan a különféle kutatóhelyekre és felsőoktatási intézményekre is támaszkodni kell. A GMDP megvalósítása azonban nem bízható másra, mint az élelmezési ágazat láncolatában részt vevőkre.

### A témával foglalkozó írások
- Bárdos Dezső: HCCP terv = élelmiszer-biztonság? (Turizmus és gasztronómia, 2004. július 20. o.) ISSN 1416-9908
- Dr. Dúl Udó Endre: A HACCP-rendszer bevezetése az élelmiszer-(kis)kereskedelemben. Budapest, ÁFEOSZ, 2002
- Dr. Dúl Udó Endre: Élelmiszer-biztonsági rendszer a kialakítástól a tevékenységet segítő rendszerré válásig. Biztonságos Élelmiszerlánc Konferencia és szakmai dialógus. Károly Róbert Főiskola, Gyöngyös, 2010.

## Ajánlott honlapok
- Jó Higiéniai Gyakorlat, útmutatók
- Magyar Élelmiszerkönyv 2-1/1969 számú irányelv - HACCP rendszer és alkalmazásának útmutatója
- Nemzeti Élelmiszerlánc-biztonsági Hivatal
- Expert Control - HACCP szakértő[1]
- WWW.HACCPRENDSZER.HU

1. ↑  expert control (magyar nyelven). www.expertcontrol.hu. [2019. augusztus 10-i dátummal az eredetiből archiválva]. (Hozzáférés: 2019. augusztus 10.)